# شالوا پاپواشویلی
شالوا پاپواشویلی ( گرجی: შალვა პაპუაშვილი ; زاده ۲۶ ژانویه ۱۹۷۶ میلادی) سیاستمداری گرجستانی است که از سال ۲۰۲۰ به عنوان یکی از اعضای پارلمان گرجستان  و از ۲۹ دسامبر ۲۰۲۱ به عنوان رئیس پارلمان خدمت کرده است 
در ماه مه ۲۰۲۴، در جریان اعتراضات در گرجستان، وزرای امور خارجه لتونی ، استونی ، ایسلند و لیتوانی به معترضان پیوستند و به گرجستان آمدند تا با رئیس جمهور این کشور، سالومه زورابیشویلی ، نخست وزیر ایراکلی کوباخیدزه و دیگران دیدار و گفتگو کنند.  پاپواشویلی این اقدام آن را به عنوان یک "اقدام غیر دوستانه" محکوم کرد. 

## زندگینامه
- دستیار نماینده پارلمان گرجستان (۱۹۹۶-۱۹۹۸)
- دانشگاه سارلند، دانشجوی کارشناسی ارشد (LL.M.) (1998–1999)
- موسسه حقوقی "Heimes&Muller"، دستیار وکیل (۲۰۰۰-۲۰۰۱)
- دانشگاه سارلند، دانشجوی دکترا (Dr. iur.) (2000–2002)
- GIZ، کارشناس ارشد حقوقی (۲۰۰۳-۲۰۰۷)
- شورای مدنی دفاع و امنیت، کارشناس حقوق بشر (۲۰۰۵-۲۰۰۶)
- GIZ، رئیس گروه (۲۰۰۷–۲۰۱۵)
- دانشگاه قفقاز، دانشکده حقوق، دانشیار (۲۰۱۲–۲۰۱۵)
- دانشگاه ایالتی ایلیا، دانشکده حقوق، دانشیار (۲۰۱۵ – )
- GIZ، معاون مدیر برنامه (۲۰۱۵–۲۰۱۷)
- GIZ، سرپرست تیم گرجستان (۲۰۱۷–۲۰۲۰)

## لینک های خارجی
- پارلمان گرجستان